# Hazel Kirke (film 1912)
Hazel Kirke è un cortometraggio muto del 1912 diretto da Oscar Apfel.
Il lavoro teatrale Hazel Kirke era andato in scena al Madison Square Theatre nel 1879, scritto e prodotto da Steele MacKaye.

## Produzione
Il film fu prodotto dalla Majestic Motion Picture Company.

## Distribuzione
Distribuito dall'Film Supply Company, il film - un cortometraggio di una bobina - uscì nelle sale cinematografiche statunitensi il 17 novembre 1912.